# Alpes de Seetal
Los Alpes de Seetal (en alemán: Seetaler Alpen) son una cadena montañosa en los Alpes Lavanttal o Nóricos en Austria al sur del río Mura entre Scheifling y Zeltweg. Su pico más alto es el Zirbitzkogel (2,396 metro).

## Topografía
Los Alpes de Seetal están delimitados al norte por el valle de Mura, al este por el collado de Obdach, al sur por el puerto de Klippitztörl y al oeste por el collado de Saddle. La mayor parte de la cadena se encuentra dentro del estado austriaco de Estiria, solo desde el  puerto de Klippitztörl se extiende hasta Carintia. Las cumbres más importantes, de norte a sur, son:
- Weißeck (1.743 metro)
- Brandriegel (1.721 metro)
- Hohe Ranach (1.981 metro)
- Erslstand (2.124 metro)
- Wenzelalpe (2.151 metro)
- Kreiskogel (2.306 m) con el muy difícil Lukas-Max klettersteig[1]
- Scharfes Eck (2.364 metro)
- Zirbitzkogel (2,396 metro)
- Fuchskogel (2.214 metro)
- Streitwiesenalm (llamado Blutwiese localmente) y la Cruz Judenburg (1,764 metro)
- Zöhrerkogel (1.874 metro)
- Angerlkogel (1.774 metro)
- Jägerstube (1.749 metro)

En el puerto de Klippitztörl hay una gran zona de esquí. También se puede esquiar cerca de Sabathy Hut y Tonner Hut.
La alta cadena montañosa tiene varias formaciones rocosas escarpadas que se elevan por encima de la línea de árboles.
La región está atravesada por el Eisenwurzenweg (camino austriaco de largo recorrido 08). Este alcanza su punto más alto en el Zirbitzkogel.

## Turismo
La cadena es popular entre escaladores y caminantes. Además, tiene varias áreas de esquí en y al norte del puerto de Klippitztörl.
La zona de entrenamiento militar Seetaler Alpe, gestionada por el Bundesheer austríaco, se encuentra en la vertiente norte de la cordillera y es accesible desde Judenburg.

## Albergues
- Albergue Winterleiten (1,782 m) al noreste del Zirbitzkogel
- Alpengasthof Sabathy (1.620 m), al pie oriental del Zirbitzkogel
- Casa Zirbitzkogel (2.376 m), en la cima del Zirbitzkogel
- Albergue  Tonner (1,600 m), a mitad de camino del Zirbitzkogel desde Mühlen y Zirbitzkogel
- Albergue  Waldheim (1.614 m), a mitad de camino del Zirbitzkogel de Obdach
- Albergue  de San Martín (1.710 m), cerca del Streitwiesenalm
- Albergue de Klippitztörl (1.644 m), en el Klippitztörl cerca de la estación de esquí